# 205 Martha
A 205 Martha a Naprendszer kisbolygóövében található aszteroida. Johann Palisa fedezte fel 1879. október 13-án.